# Lobelia deckenii
Lobelia deckenii (synoniem: L. keniensis) is een plant die behoort tot de klokjesfamilie (Campanulaceae).

## Kenmerken
Vergeleken met veel andere lobelia's is L. deckenii een relatief grote plant. Hij produceert een tot achttien rozetten die onder de grond zijn verbonden. Individuele rozetten groeien enkele tientallen jaren, waarop ze een enkele bloeiwijze met honderden tot duizenden zaden produceren en vervolgens afsterven. Doordat een enkele plant meestal meerdere rozetten heeft is hij iteropaar, wat wil zeggen dat hij zich meerdere keren kan voortplanten.
De rozetten bevatten meestal phytotelmata (waterreservoirs), die 's nachts bevriezen en de onderliggende plantendelen tegen de vorst beschermen. Wanneer de rozetten geen water bevatten daalt de temperatuur in de plant automatisch tot onder het vriespunt, zodat de plant niet wordt beschadigd door de vorst.

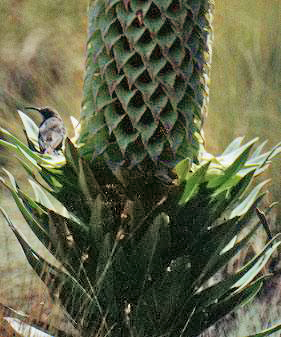
Lobeliahoningzuiger op een rozet

### Ecologie
Bestuiving vindt gewoonlijk plaats door vogels als de lobeliahoningzuiger (Nectarinia johnstoni). De plantendelen worden vaak gegeten door Kaapse klipdassen (Procavia capensis).

## Verspreiding en habitat
Lobelia deckenii groeit in vochtige gebieden in Oost-Afrika, dit in tegenstelling tot de verwant L. telekii, die een drogere habitat prefereert. Soms komen hybriden van deze twee soorten voor. L. deckenii is de enige lobelia die op de Kilimanjaro groeit, tussen de 3800 en 4300 meter hoogte boven zeeniveau. L. deckenii keniensis is een ondersoort die voorkomt op Mount Kenya, op een hoogte van 3300 en 4600 meter.

## Taxonomie
Lobelia deckenii is vernoemd naar de Duitse ontdekkingsreiziger Karl Klaus von der Decken, die de plant ontdekte toen hij in 1861 de Kilimanjaro verkende. De plant werd in 1877 voor het eerst wetenschappelijk gepubliceerd door William Botting Hemsley.